# Melasina xanthocrana
Melasina xanthocrana är en fjärilsart som beskrevs av Edward Meyrick 1931. Melasina xanthocrana ingår i släktet Melasina och familjen säckspinnare. Inga underarter finns listade i Catalogue of Life.